# Puente de Miraflores (Córdoba)
El puente de Miraflores fue el cuarto puente urbano que se construyó en Córdoba (España), sobre el río Guadalquivir y muy próximo al puente romano y la mezquita catedral. Consiste en una bandeja de acero corten que se apoya en una pila abarquillada y que conecta el parque de Miraflores, obra de Juan Cuenca Montilla, con el casco histórico de Córdoba. 

## Descripción
Los materiales utilizados pretenden mimetizarse con el entorno y el gran canto de la viga ha permitido que sólo exista un apoyo, dejando espacio a su vez para que el parque atraviese el puente inferiormente ofreciendo de esta manera una nueva perspectiva de la ciudad. Tras un concurso público, en el que se rechazó un proyecto de Santiago Calatrava, se encargó la construcción de este nuevo puente a Herrero, Suárez y Casado.
Su inauguración tuvo lugar el 2 de mayo de 2003, y permitió el inicio de la rehabilitación y posterior peatonalización del puente romano. 
El coste final del puente de Miraflores fue de 11 921 676 euros, suponiendo un incremento de un 28,3% sobre lo previsto.